# Michel Konieck
Michel Konieck, de verdader nom Michel Konieckiewicz, (Avinyó, 14 d'octubre de 1972) és un jugador de rugbi a 15 francès, que jugava amb l'USAP al lloc de taloner (1,82 m per a 106 kg).

## En club
1998-2007 : USAP
- Konieck ha jugat 14 partits de Top 16 el 2004-05 i 26 partits de Top 14 el 2005-06.

- Ha discutit 26 partits de Copa d'Europa de rugbi i 7 partits de Competició europea de rugbi amb l'USAP.

## Palmarès
- Finalista de la copa d'Europa el 2003 amb l'USAP.
- Finalista del campionat de França de rugbi a 15 el 1998 i 2004 amb l'USAP.